# مقاطعة كلاماث (أوريغون)
مقاطعة كلاماث (بالإنجليزية: Klamath County)‏ هي إحدى مقاطعات ولاية أوريغون في الولايات المتحدة الأمريكية.